# Sven Günther (Althistoriker)
Sven Günther (* 25. Oktober 1978 in Grünstadt) ist ein deutscher Althistoriker, der seit 2014 in China lehrt und forscht.

## Werdegang
Nach dem Besuch der Grundschule in Monsheim und des Gymnasiums Weierhof in Bolanden nahm Günther 1998 ein Studium der Alten, Mittleren und Neuen Geschichte sowie der Rechtswissenschaften (Öffentliches Recht) an der Johannes Gutenberg-Universität Mainz auf, das er 2003 mit Auszeichnung abschloss. Daraufhin arbeitete er zunächst als Lateinlehrer und erhielt 2006 eine Stelle als Wissenschaftlicher Mitarbeiter am Institut für Alte Geschichte der Universität Mainz. Dort wurde er 2008 bei Leonhard Schumacher promoviert mit einer Arbeit über die indirekten Steuern im römischen Reich zwischen Augustus und Diokletian. Ab 2010 unterrichtete er die Fächer Geschichte und Latein an der Anna-Schmidt-Schule in Frankfurt am Main, ab 2011 an der Deutschen Schule Tokyo Yokohama.
Zum Oktober 2013 wurde Günther Akademischer Rat auf Zeit an der Universität Bielefeld, wo er ein Habilitationsprojekt zur Wirtschaftstheorie im antiken Griechenland begann. 2014 übernahm er eine einjährige Gastprofessur am Institute for the History of Ancient Civilizations der Northeast Normal University in Changchun, China. Direkt im Anschluss übernahm er dort im September 2015 eine permanente Professur für Klassische Altertumswissenschaft (classics) und wurde im Dezember 2015 von der Universität als „Excellent Foreign Expert“ ausgezeichnet. Im September 2016 folgte die Auszeichnung der Provinz Jilin als „Outstanding Foreign Expert“, 2017 erhielt er den „Changbai Mountain Friendship Award“. Seit 2017 ist Günther Vizedirektor des Institute for the History of Ancient Civilizations in Changchun. Im Jahr 2024 verbrachte er einen Forschungsaufenthalt an der School of Historical Studies des Institute for Advanced Study in Princeton.

## Forschung
Sven Günthers Forschungsschwerpunkte liegen vor allem in der antiken Wirtschaftsgeschichte, der Numismatik und der Fachdidaktik. Seit 2014 ist er leitender Herausgeber des Journal of Ancient Civilizations der Universität Changchun und Mitherausgeber der Marburger Beiträge zur Antiken Handels-, Wirtschafts- und Sozialgeschichte. Zudem vertritt er die Australasian Society for Classical Studies in der internationalen Thesaurus-Linguae-Latinae-Kommission. Für diverse seiner Forschungsprojekte arbeitet er mit seiner Ehefrau, der Klassischen Archäologin Elisabeth Günther, zusammen. Mitte Oktober 2020 organisierten beide gemeinsam die internationale, interdisziplinäre Onlinekonferenz Frames and Framing in Antiquity, die ein Jahr später fortgesetzt wurde.

## Publikationen
- als Herausgeber mit Kai Ruffing und Oliver Stoll: Pragmata. Beiträge zur Wirtschaftsgeschichte der Antike in Gedenken an Harald Winkel (= Philippika. Marburger altertumskundliche Abhandlungen. Band 17). Harrassowitz, Wiesbaden 2007, ISBN 978-3-447-05536-9.
- Vectigalia nervos esse rei publicae. Die indirekten Steuern in der Römischen Kaiserzeit von Augustus bis Diokletian (= Philippika. Marburger altertumskundliche Abhandlungen. Band 26). Harrassowitz, Wiesbaden 2008, ISBN 978-3-447-05845-2.
- als Herausgeber mit Michael Pahlke: Alkuin, Propositiones ad acuendos iuvenes / Aufgaben zur Schärfung des Geistes der Jugend (Lindauers Lateinische Lektüren). Lindauer, München 2009, ISBN 978-3-87488-222-4.
- als Herausgeber: Ordnungsrahmen antiker Ökonomien. Ordnungskonzepte und Steuerungsmechanismen antiker Wirtschaftssysteme im Vergleich (= Philippika. Marburger altertumskundliche Abhandlungen. Band 53). Harrassowitz, Wiesbaden 2012, ISBN 978-3-447-06722-5.
- als Herausgeber mit Dorothea Rohde: 200 Years after August Boeckh’s „The Public Economy of Athens“. Perspectives of Economic History for the 21st Century. Proceedings of an International Workshop held at the ZiF in Bielefeld 2017 (= Journal of Ancient Civilizations. Band 34). Institute for the History of Ancient Civilizations, Changchun 2019.
- als Herausgeber mit Elisabeth Günther: Frames and Framing in Antiquity I. Selected Papers from the First Frames and Framing Conference, 16–18 October 2020 (= Supplements of the Journal of Ancient Civilizations (JAC), Band 9). Changchun 2022.
- als Herausgeber mit Elisabeth Günther: Frames and Framing in Antiquity II. Selected Papers from the Second Frames and Framing Conference, 17–19 October 2021 (= Supplements of the Journal of Ancient Civilizations (JAC), Band 10). Changchun 2023.